# Fiat 238

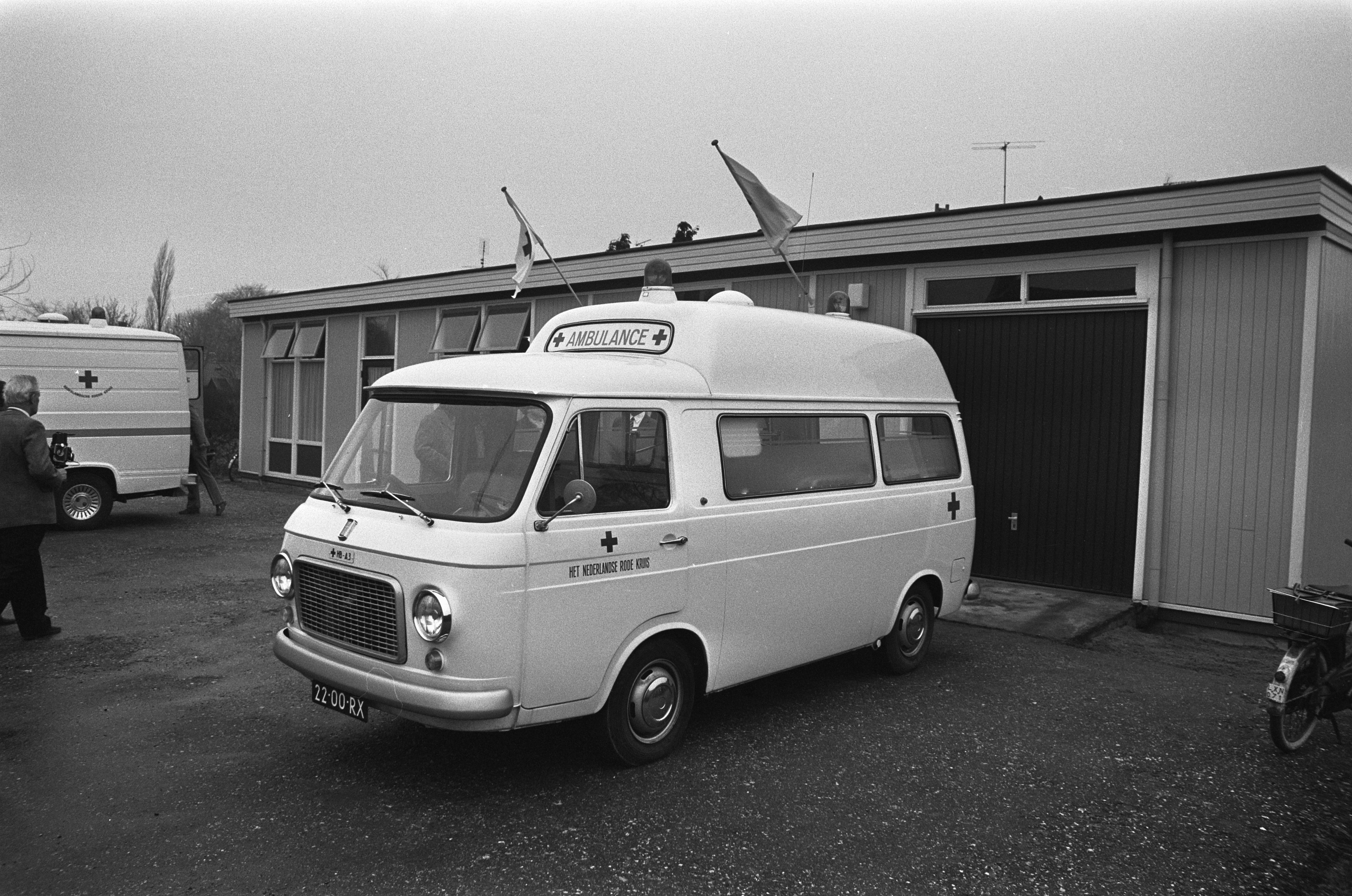
Fiat 238 version ambulance avec toit rehaussé

Le Fiat 238 est un fourgon de grandes dimensions fabriqué par le constructeur italien Fiat Veicoli Commerciali, aujourd'hui Fiat Professional entre 1967 et 1983. Il s'intercale entre les petits Fiat 850T - 900T et le gros Fiat 241.
Présenté en 1967 comme la suite logique du modèle Fiat 1100 T, le Fiat 238 est basé sur la structure mécanique de l'Autobianchi Primula. Traction avant, et équipé d'un moteur 1 221 cm3 à essence développant 44 ch DIN, il dépassait les 105 km/h dans sa première version. 
Disponible en de très nombreuses variantes de carrosserie comme fourgon, pick-up, camping car et surtout ambulance. Il a aussi été utilisé en version minibus 9 places et surtout minibus scolaire, secteur très réglementé en Italie, avec 16 places pour les écoliers ou 21 places pour les petits de maternelle. Ce fut le fourgon symbole des années 1970.

## 2esérie: Fiat 238 E

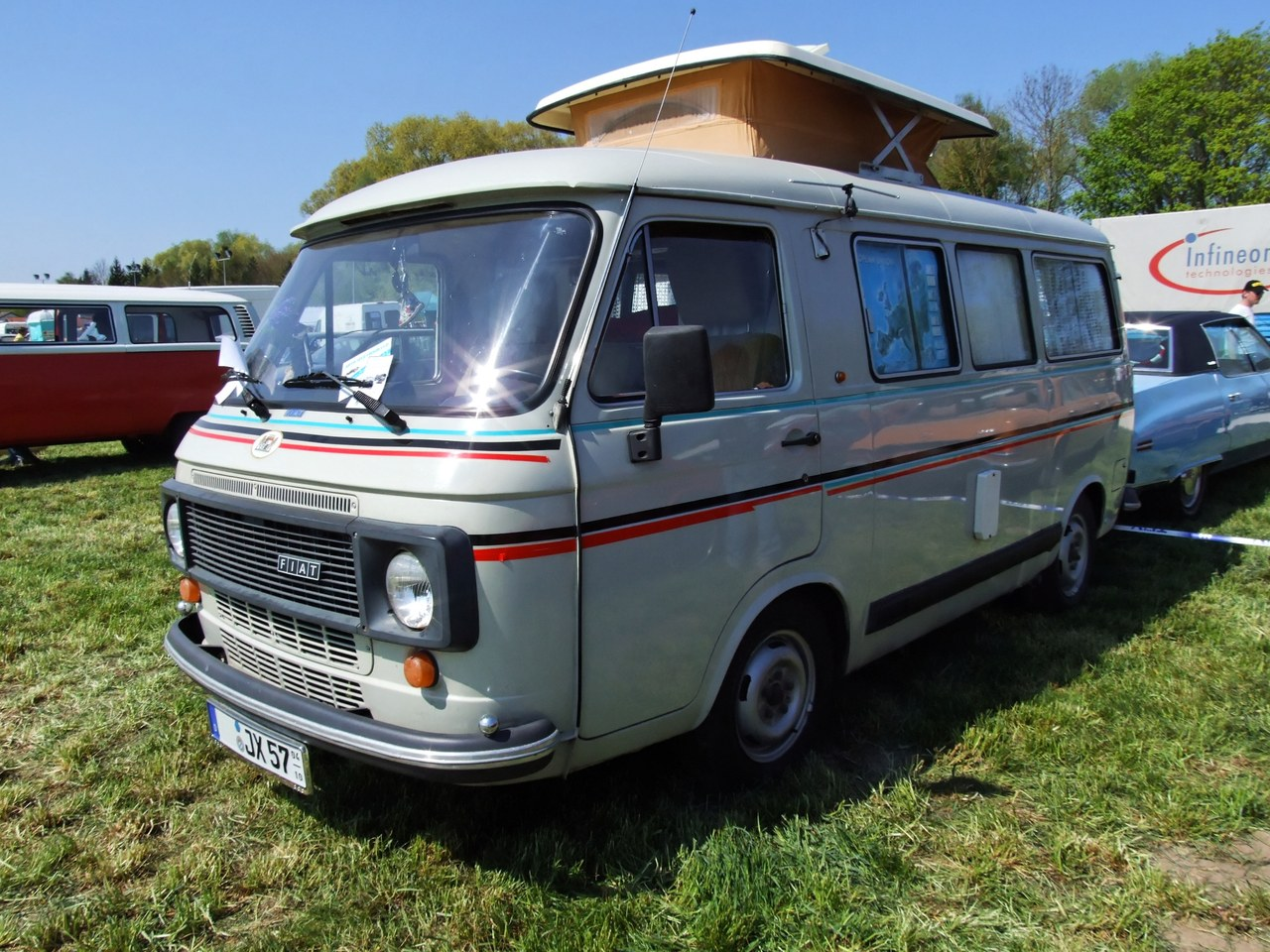
Fiat 238 E Camping-car 2e série

En 1974, Fiat présente un nouveau modèle plus volumineux et doté d'une motorisation de plus forte cylindrée. Malgré l'introduction du modèle Fiat 242 qui devait le remplacer, les ventes du Fiat 238 ne faiblissant pas, la direction de Fiat LCV décide de le conserver à son catalogue en lui faisant bénéficier d'une nouvelle motorisation de 1 438 cm3 équipée d'une courroie de distribution au lieu de la chaîne précédente, ce qui lui permet de développer 52 ch DIN et d'un léger restylage. Fiat a aussi proposé une version équipée du moteur 124.BLG de 1 438 cm3 mixte essence/GPL développant 44 ch DIN. Le Fiat 238 E restera en fabrication jusqu'en 1983, définitivement remplacé par le Fiat Ducato, lancé en 1981. 
Peu d'informations circulent sur le nombre exact d'exemplaires fabriqués, il semblerait que ce soit beaucoup plus de 500 000 unités dont un grand nombre ont été exportées, en Europe mais aussi aux États-Unis et en Asie. 
Une copie fidèle mais avec une autre motorisation a été fabriquée en ex URSS pendant de très nombreuses années.

## Caractéristiques techniques
Le Fiat 238 a fait l'objet d'une étude de conception totalement novatrice dans le domaine des véhicules utilitaires pour l'époque. Il a bénéficié d'une carrosserie autoportante en acier offrant une charge utile de plus d'une tonne, d'une suspension à 4 roues indépendantes avec un empattement de 2 400 mm et de la traction avant avec un moteur à essence placé transversalement devant l'essieu avant. Le principal avantage de ce concept est la faible hauteur du seuil de chargement de seulement 410 mm. La charge utile était de 1 050 kg pour un poids à vide de 1 250 kg. Le volume de chargement intérieur était 6,5 m³ avec le toit normal, 7,5 m³ avec le toit surélevé. Le moteur était disponible en deux niveaux de performances.
| Modèle         | Type                                 | Années de production | Type moteur        | Cylindrée cm³ | Puissance ch DIN  | PTC en kg |
| -------------- | ------------------------------------ | -------------------- | ------------------ | ------------- | ----------------- | --------- |
| Fiat 1100 T4   | Camionnette, pick-up, fourgon        | 1968 - 1971          | Fiat 124AZ Essence | 1 438         | 51 à 4 600 tr/min | 2.500     |
| Fiat 1100 TN1  | Camionnette, Châssis cabine, Fourgon | 1968 - 1971          | Fiat 237AZ Diesel  | 1 895         | 47 à 3 800 tr/min | 2.750     |
| Fiat 238       | châssis, fourgon, minibus, ambulance | 1966 - 1968          | Fiat 103LZ.000     | 1 221         | 43 à 4 600        | 2 200     |
| Fiat 238A 1200 | châssis, fourgon, minibus, ambulance | 1968 - 1974          | Fiat 124BL.016     | 1 197         | 44 à 4 600        | 2 290     |
| Fiat 238A 1500 | châssis, fourgon, minibus, ambulance | 1968 - 1978          | Fiat 124BL.1016    | 1 438         | 46 à 4 200        | 2 290     |
| Fiat 238S      | châssis, fourgon, minibus, ambulance | 1974 - 1978          | Fiat 124BL         | 1 438         | 52 à 4 600        | 2 290     |
| Fiat 238E      | châssis, fourgon, minibus, ambulance | 1978 - 1983          | Fiat 124AZ         | 1 438         | 52 à 4 200        | 2 300     |
| Fiat 242       | châssis, fourgon, minibus, ambulance | 1974 - 1987          | Fiat 131BL         | 1 995         | 70 à 4 300        | 3 500     |